# Adalbero di Brema
Adalbero di Brema, o Adalberto II di Brema (XI o XII secolo – 25 agosto 1148), è stato arcivescovo di Brema dal 1123 al 1148 (da non confondersi con Adalberto di Brema, vissuto circa 75 anni prima).

## Biografia
Probabilmente proveniente da una stirpe indigena, era già canonico sotto l'arcivescovo Liemaro (in carica dal 1072 al 1101). Eletto dal capitolo del Duomo di Brema, ricevette le regalie dall'imperatore Enrico V ed il pallio da papa Callisto II.
Da entrambi egli trovò appoggio alla sua principale richiesta: il mantenimento del potere metropolitano dell'arcidiocesi di Brema sulla Scandinavia, per ottenere il quale si recò spesso a Roma. Tale supremazia gli venne ripetutamente confermata, ma non riuscì a fermare lo sviluppo dell'arcidiocesi di Lund come arcidiocesi autonoma, avente competenza sulla Scandinavia. Tuttavia le sue missioni nei territori slavi, che egli affidò a Vicelino di Oldenburg, ebbero successo. Tuttavia, durante la crociata dei Venedi, cui anche Adalbero partecipò, i successi di Vicelino subirono un arretramento.
Il grosso feudo che l'arcidiocesi di Brema doveva assegnare era la contea di Stade, il cui territorio di appartenenza era piuttosto disperso in quello dell'arcidiocesi. Infeudata della contea era la famiglia degli Odoniani, che a quei tempi esprimevano anche il margravio del Nordmark. 
Perciò essi già dal 1095 avevano lasciato l'amministrazione della contea al ministeriale Federico di Stade, che più tardi, con l'appoggio del duca, e successivamente anche dell'imperatore Lotario III, aspirava ad una sua signoria indipendente, con estromissione degli Udoni. Secondo una tradizione, tramandatasi dal XIII secolo, Federico di Stade era diventato così ricco, da uccidere tre vescovi diretti a Roma, impossessandosi dei loro averi. Forse si trattava qui del ricordo di un fatto, con il quale egli sosteneva gli sforzi di Adalbero per mantenere il Primato sulla Scandinavia. In ogni caso Federico acquistò dal re la sua liberazione e venne investito del feudo della contea di Stade da Adalbero o prima della morte dell'udone Rodolfo I nel 1124 o dopo quella dell'udone Enrico II nel 1128. Morto Federico di Stade nel 1135, gli Udoni ripresero la loro signoria sulla contea di Stade. Dopo che l'udone Rodolfo II venne ferito a morte (1144) in Dithmarschen, il fratello Urduico I di Stade, dapprima canonica a Magdeburgo, poi prevosto del duomo a Brema ed infine successore di Adalbero, grazie a quest'ultimo ricevette l'investitura del feudo. Per questo egli promise alla Chiesa di Brema in allodio alcune terre nel territorio diocesano. Si levarono a questo punto le proteste di Enrico il Leone, il quale pretendeva per sé la contea ed i beni ereditari degli Odoniani, in parte per diritto di candidatura ed in parte per diritto successorio. Ad albero e l'arcidiocesi di Brema ebbero a lamentare, negli anni successivi, gli attacchi di Enrico il Leone.

## Genealogia episcopale
La genealogia episcopale è:
- Papa Callisto II
- Arcivescovo Adalbero di Brema